# Sedum duckbongii
Sedum duckbongii är en fetbladsväxtart som beskrevs av Y.H. Chung och J.H. Kim. Sedum duckbongii ingår i Fetknoppssläktet som ingår i familjen fetbladsväxter. Inga underarter finns listade i Catalogue of Life.